# チリメンナガクビガメ
チリメンナガクビガメ（Macrochelodina rugosa）は、爬虫綱カメ目ヘビクビガメ科オオナガクビガメ属に分類されるカメ。オオナガクビガメ属の模式種。

## 分布
インドネシア（パプア州南東部）、オーストラリア（トレス海峡諸島を含むクイーンズランド州北部、西オーストラリア州北東部、ノーザンテリトリー北部）、パプアニューギニア（ニューギニア島南西部）
オオナガクビガメ属では唯一オーストラリア大陸とニューギニア島の両方に分布する。

## 形態
最大甲長40センチメートル。種小名rugosaは「皺（しわ）がある」の意で、背甲に無数の細かい皺が入ることが由来。ニューギニア島の個体群には皺がない個体が多い。形態や色彩は地域や個体変異が大きい。
頭部は大型で、頸部は長くて太い。喉に髭状突起がある個体もいる。頭部に斑紋が入らない。

## 分類
コウホソナガクビガメChelodina oblongaの模式標本が本種だったことが判明し、国際動物命名規約に基づき本種の学名はM. oblongaに変更される可能性がある。
ニューギニア島に分布するとされたジーベンロックナガクビガメMacrochelodina siebenrockiは、形態や塩基配列の分子系統学的解析でも本種と差異がないとしてシノニムとする説が有力。

## 生態
河川や池沼、湿原などに生息する。ほば完全に水棲で、あまり陸に上がらない。乾季に休眠する。
食性は動物食で、魚類、両生類、昆虫、甲殻類、貝類などを食べる。
繁殖形態は卵生。3-9月に約12個の卵を年に平均2回に分けて産む。オーストラリアの個体群は浅い水中に産卵することがある。卵は30℃において180日で孵化した例がある。オスは3-4年、メスは6-7年で性成熟する。

## 人間との関係
アボリジニの間では食用とされ、休眠中の個体は泥中に埋められて保存食とされることもある。
ペットとして飼育されることもあり、日本にも輸入されている。属内（ナガクビガメ属も含めて）では最も流通が多く、主にインドネシア産（ジーベンロックナガクビガメ）の卵を採取して孵化させた個体や野生個体が流通する。オーストラリアやパプアニューギニアでは野生動物の輸出を禁止しているため、オーストラリアの個体群に関しては過去に輸出され繁殖した個体のみがまれに流通する。アクアリウムで飼育される。大型種の上に頸部も長いため、大型のケージを用意する。水量を多くし、遊泳できる空間を増やす。餌としてメダカやキンギョ、エビ、ザリガニなどを与えるが、成体は配合飼料にも餌付く個体が多い。幼体は配合飼料に餌付きにくいものの、成長に伴い人工飼料に餌付くことが多い。

## 保全状況評価
M. r. siebenrocki (ジーベンロックナガクビガメ)
LOWER RISK - Near Threatened (IUCN Red List Ver. 2.3 (1994))